# Daði Freyr

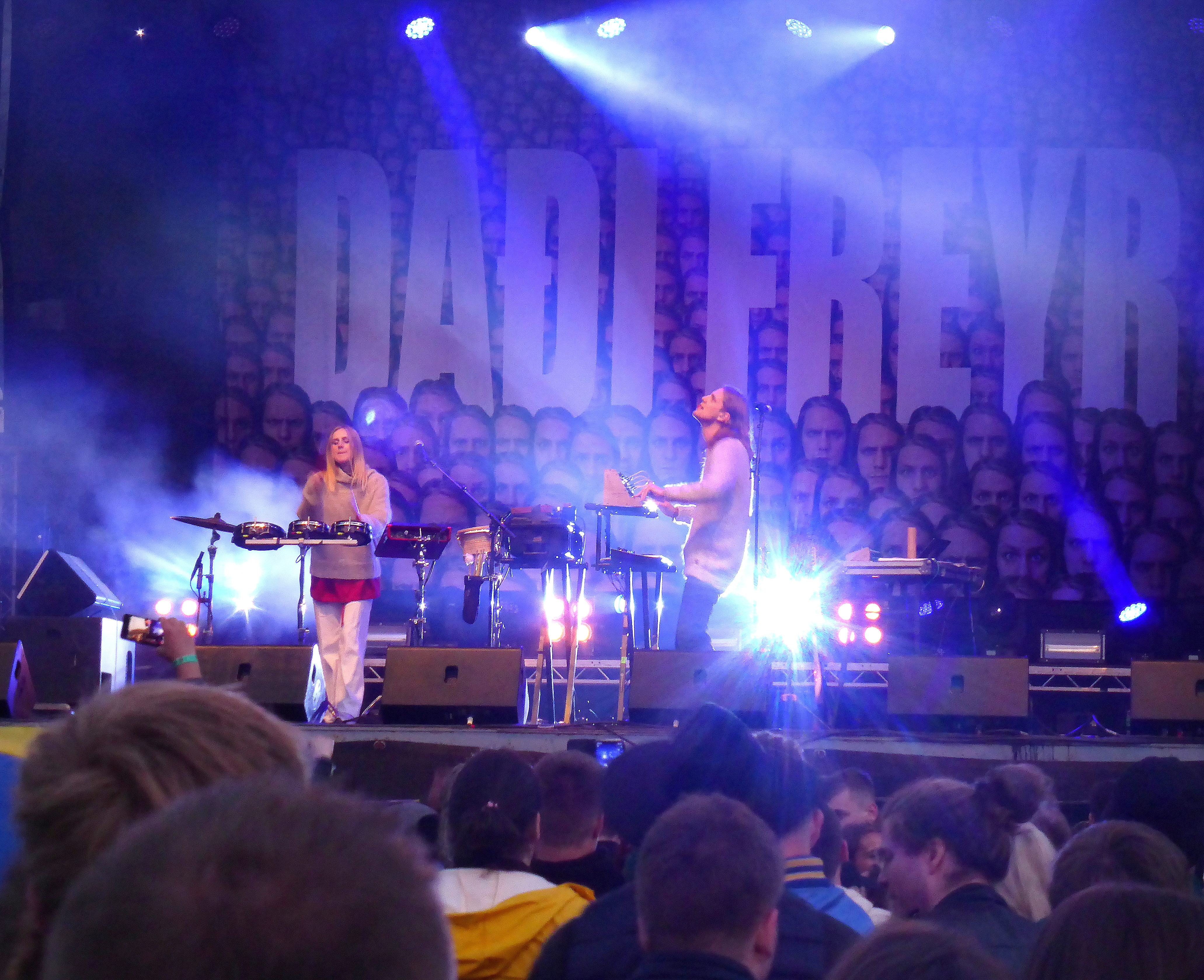
Daði Freyr (rechts) auf dem G! Festival in Syðrugøta, Färöer (2022)

Daði Freyr Pétursson (* 30. Juni 1992 in Reykjavík) ist ein isländischer Electro-Musiker und Sänger.

## Leben
Daði Freyr wurde in Reykjavík geboren und verbrachte seine Kindheit in Dänemark. Mit neun Jahren kam er wieder zurück nach Island und lebte dann in der Region Suðurland. Er lebte dann zum Studium in Berlin, kehrte aber im Mai 2025 mit seiner Frau und den zwei Kindern zurück nach Island.
2012 gründete er die Indie-Electro-Band RetRoBot, mit der er ein Album veröffentlicht hat. 2014 zog er nach Berlin zum Studium der Musikproduktion. 2017 nahm er am isländischen Vorentscheid Söngvakeppnin zum Eurovision Song Contest teil und belegte mit seinem selbstkomponierten Electro-Titel Is This Love? den zweiten Platz. 2020 gewann er den Vorentscheid mit seinem Song Think About Things. Er wurde von der Gruppe Gagnamagnið begleitet, der auch seine Frau Árný Fjóla und seine Schwester Sigrún angehören. Nach dem Sieg sollte er Island beim Eurovision Song Contest 2020 in Rotterdam vertreten, der aber am 18. März 2020 aufgrund der COVID-19-Pandemie abgesagt werden musste. Beim Reeperbahn Festival 2020 durfte er vor coronabedingt reduziertem, sitzendem Publikum live auftreten.
Für den Eurovision Song Contest 2021 wurde er ohne Vorentscheidung direkt von der Rundfunkanstalt Ríkisútvarpið mit dem selbstkomponierten Disco-Song 10 Years ernannt. Wegen eines Corona-Falls in seinem Team und der darauf folgenden Quarantäne konnte er nicht live auftreten, erreichte aber trotzdem den vierten Platz.

## Diskografie

### Alben
- 2019: & Co.
- 2023: I Made An Album

### EPs
- 2017: Næsta Skref
- 2021: Welcome

### Singles
- 2017: Hvað með það? / Is this love?
- 2018: Seinni Tíma Vandamál
- 2018: Skiptir Ekki Máli
- 2018: Allir Dagar Eru Jólin Með Þér
- 2019: Heyri Ekki (feat. Don Tox)
- 2019: Endurtaka Mig (feat. Blær)
- 2019: Ég Er Að Fíla Mig (Langar Ekki Að Hvíla Mig)
- 2020: Think About Things (als Daði & Gagnamagnið)
- 2020: Where We Wanna Be
- 2020: Every Moment Is Christmas with You
- 2021: Feel the Love (feat. Ásdís)
- 2021: 10 Years (als Daði & Gagnamagnið; #9 der deutschen Single-Trend-Charts am 28. Mai 2021[7])
- 2021: Somebody Else Now
- 2021: Something Magical
- 2022: Sabada (mit filous)
- 2022: Happy People (mit Tokio Hotel)
- 2023: Whole Again (Atomic Kitten Cover)
- 2024: ein í nótt (mit lúpína)